# Гора Кормилина
Гора Кормилина, гора с координатами 42°44,1′ северной широты, 44°04,3′ восточной долготы и высотой 3649 метров над уровнем моря. Расположена в массиве Тепли Алагирского района Республики Северная Осетия-Алания.
Названа Распоряжением Правительства РФ от 7 июля 2018 года № 1395-р в честь спасателя Дмитрия Кормилина, погибшего 3 сентября 2004 года при спасении людей в г. Беслан.
Тем же распоряжением в честь спасателя Валерия Замараева, погибшего вместе с Дмитрием Кормилиным, была названа расположенная рядом гора Замараева.
Летом 2019 года Отряд Центроспас и Северо-Осетинский поисково-спасательный отряд совершили совместное восхождение на г. Кормилина. На вершине установлена памятная табличка. Маршруту по северо-западному гребню присвоена 2А категория трудности.

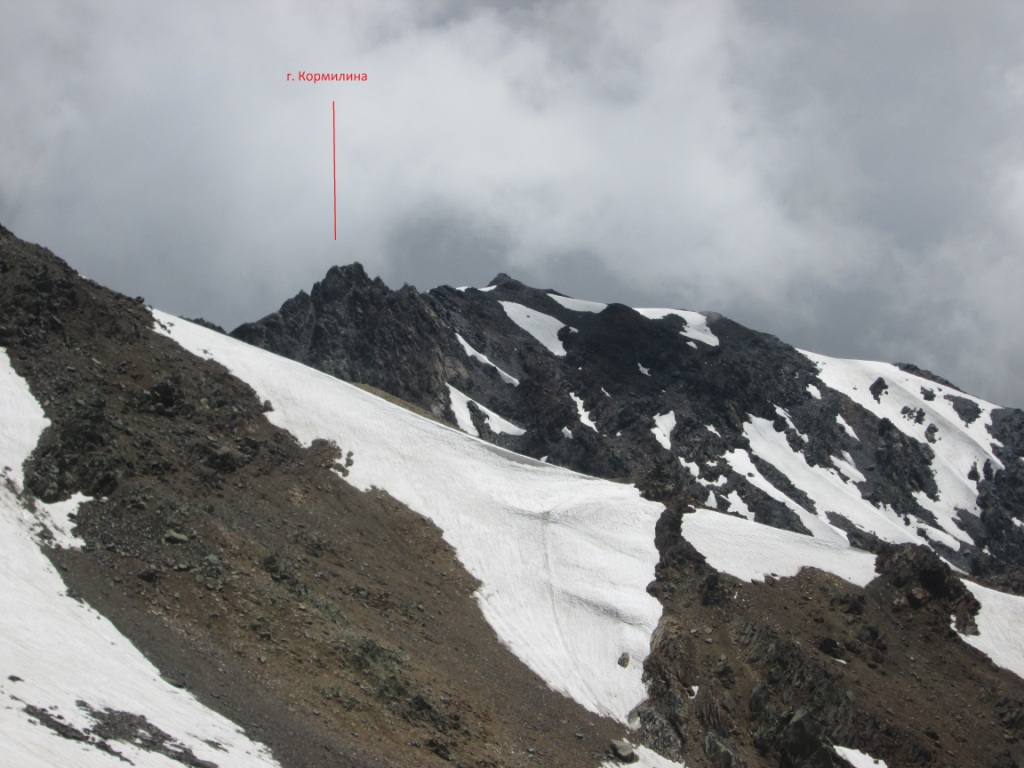
г. Кормилин
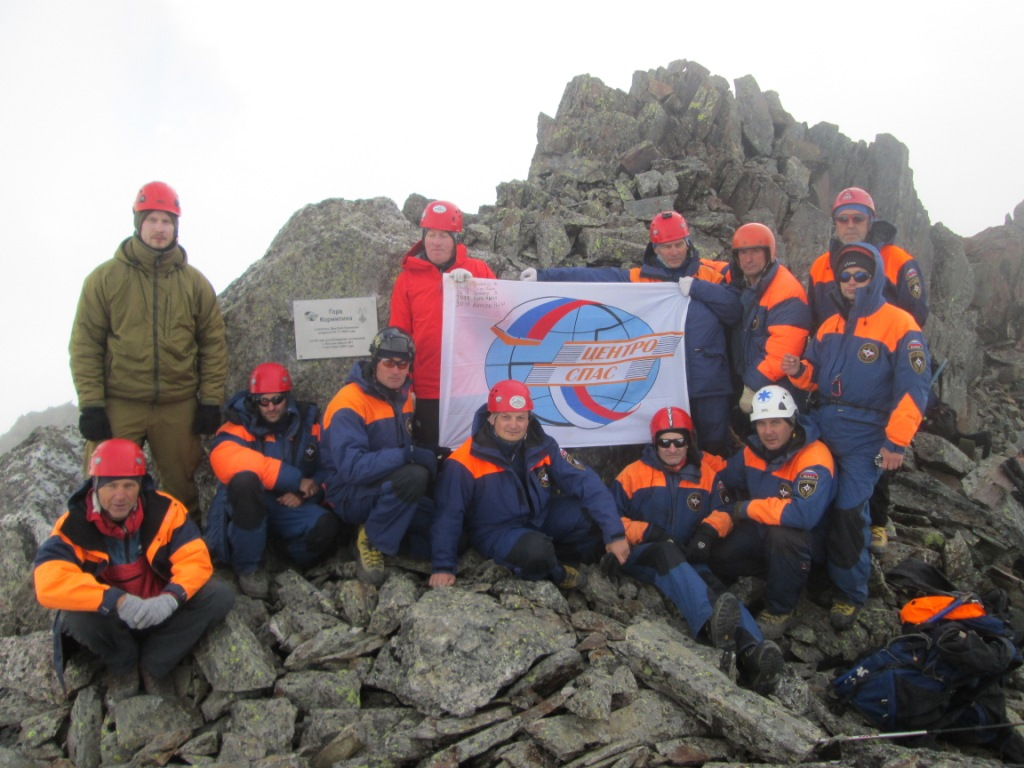
Спасатели отряда Центроспас и Северо-Осетинского поисково-спасательный отряда на вершине г. Кормилина
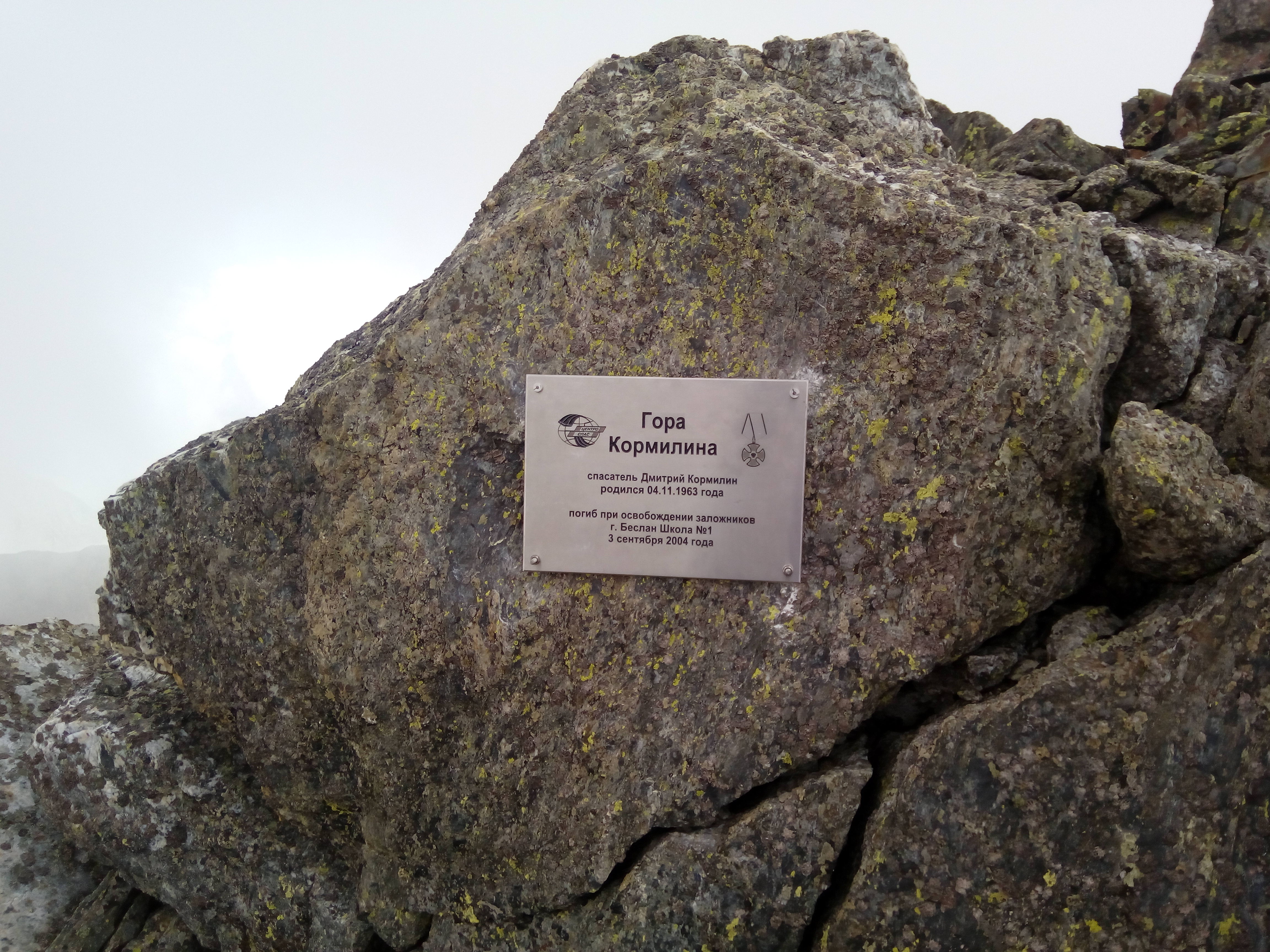
Памятная табличка на вершине г. Кормилина
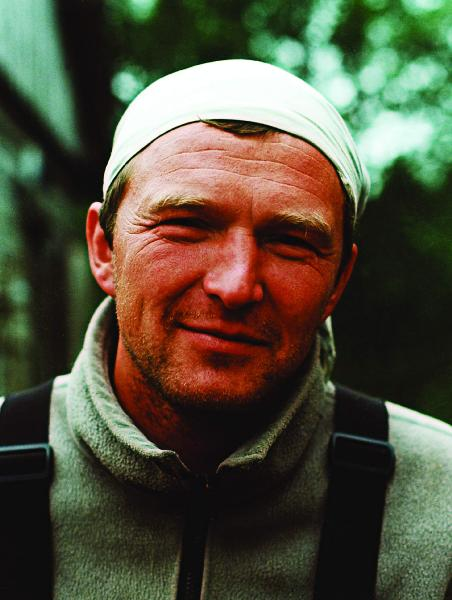
Дмитрий Кормилин
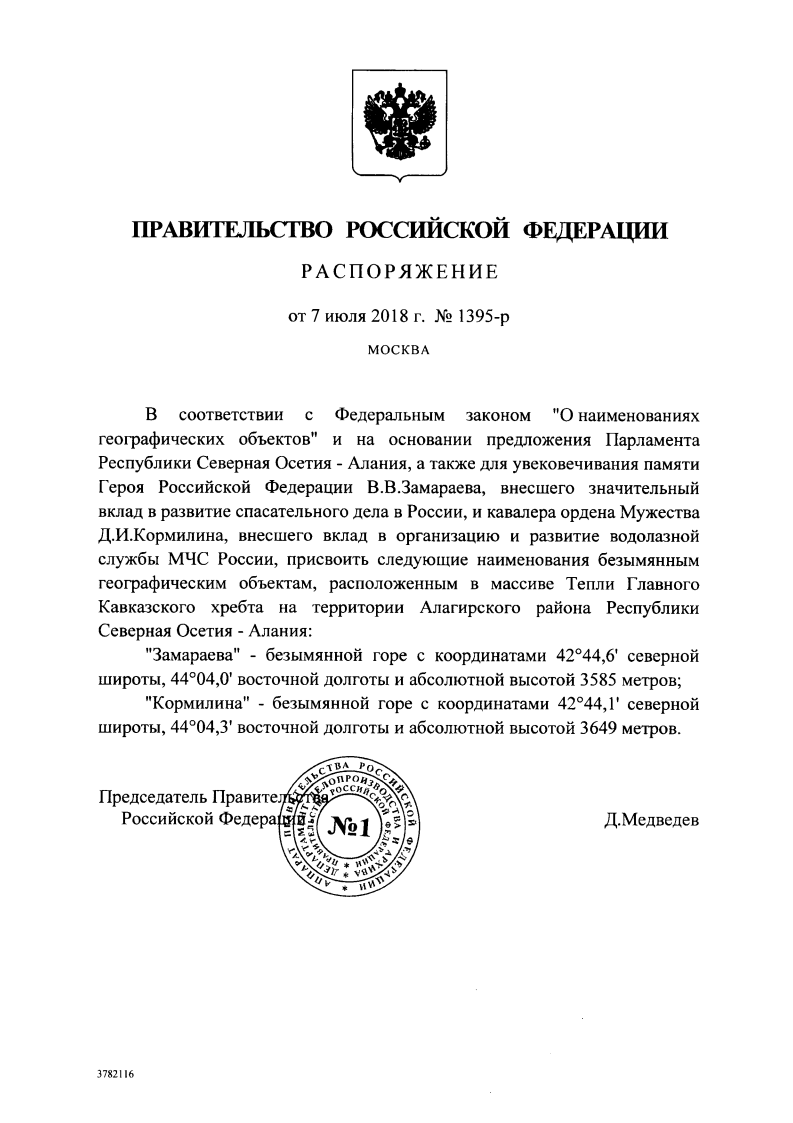
Распоряжение Правительства РФ о наименовании гор именами Кормилина и Замараева